# Forteresse Tsarevets
Tsarevets (en bulgare : Царевец) est une forteresse médiévale située sur une colline du même nom à Veliko Tarnovo, dans le Nord de la Bulgarie. Elle servit de forteresse principale du Second Empire bulgare de 1185 à 1393, et ses longs remparts qui abritent le palais de la famille royale et le palais patriarcal sont une attraction touristique populaire.

## Histoire
La première preuve de la présence humaine sur la colline date du IIe millénaire av. J.-C. Au VIe siècle, face à la première vague d'invasions barbares avares et slaves (576-586) en Dacie, la cité antique de  Nicopolis ad Istrum (qui se situe à 20 kilomètres au nord de Veliko Tarnovo) est démantelée puis évacuée en 586 au profit d'une ville byzantine, identifiée comme Zikideva, construite vers la fin du Ve siècle sur le mont Tsarevets qui offre un meilleur refuge à la population. En 614, les cités byzantines de Dacie doivent faire face à une nouvelle vague d'invasions avares et slaves, celle-ci met un terme à la présence de Byzance, dont les armées se retirent, dans la région. Isolée de l'empire Zikideva, elle entame son déclin jusqu'à ce qu'on perde sa trace un siècle plus tard. La construction de la forteresse bulgare fut commencée au XIIe siècle et correspond au standard de l'époque dans les Balkans, de par sa construction qui tire avantage du relief, dans le cas présent un éperon rocheux qui entoure une grande partie de la colline. Tsarevets devient le complexe fortifié le plus important de Bulgarie après la rébellion valaque-bulgare et la mise en place du Second Empire bulgare qui a pour capitale Veliko Tarnovo, souvent comparée à Rome et Constantinople pour sa magnificence. 
En 1393, la forteresse fut assiégée par les forces ottomanes pendant trois mois avant d'être finalement conquise et brûlée le 17 juillet, ce qui marqua la chute de l'Empire bulgare. La forteresse dispose de trois entrées, l'entrée principale se situe dans la partie orientale de la colline. Le complexe du château se situe en son centre, entouré par un rempart interne en pierre, disposant de deux tours de combat et de deux entrées Nord et Sud. Il se compose d'une salle du trône, de l'église du château et de la chambre du roi. Les travaux de restauration de la forteresse ont débuté en 1930 et se sont achevés en 1981 pour le 1 300e anniversaire de la mise en place de l'État bulgare. Les rois Petar, Asen, Kaloyan et Ivan Asen II y ont vécu.